# عاشقشم (ترانه آیکونا پاپ)
«عاشقشم» (به انگلیسی: I Love It) ترانه‌ای از گروه موسیقی دونفره آیکونا پاپ با همراهی خواننده بریتانیایی چارلی ایکس‌سی‌ایکس می‌باشد.